# Rollatini
Les rollatini (parfois aussi orthographiés rolatini ou rolletini) sont un plat de style italien (appelé rollatini di melanzane en faux italien) qui est généralement préparé avec de fines tranches d'aubergines, qui sont saupoudrées de farine de blé ou légèrement panées et recouvertes de ricotta et souvent d'autres fromages et assaisonnements, puis enroulées et cuites au four. On peut aussi utiliser du veau, du poulet ou du poisson à la place de l'aubergine,.
Le rollatini n'est pas un vrai mot italien ; en Italie, le plat est connu sous le nom d'involtini (par exemple, involtini di melanzane).